# Affektintegration
Affektintegration ist die psychologische Bezeichnung für eine bewusste Gefühlswahrnehmung. Die durch einen Affekt ausgelöste hirnphysiologische Reaktion wird wahrgenommen und als Emotion implementiert. In diesem Zusammenhang spricht man auch vom psychologisch integrierten Typus, der sich durch eine ganzheitliche Auffassungs- und Reaktionsweise auszeichnet.